# Мухоловка оливкова
Мухоло́вка оливкова (Muscicapa olivascens) — вид горобцеподібних птахів родини мухоловкових (Muscicapidae). Мешкає в Західній і Центральній Африці.

## Опис
Довжина птаха становить 14 см, вага 13,5-17,6 г. Забарвлення переважно оливково-коричнева, горло і нижня частина живота світлі, лапи темно-сірі.

## Підвиди
Виділяють два підвиди:
- M. o. olivascens (Cassin, 1859) — від Сьєрра-Леоне і Гвінеї до сходу ДР Конго;
- M. o. nimbae Colston & Curry-Lindahl, 1986 — гора Німба (на кордоні Ліберії і Кот-д'Івуару).

## Поширення і екологія
Оливкові мухоловки мешкають в Сьєрра-Леоне, Гвінеї, Ліберії, Кот-д'Івуарі, Гані, Нігерії, Камеруні, Центральноафриканській Республіці, Екваторіальній Гвінеї, Габоні, Республіці Конго і Демократичній Республіці Конго. Вони живуть в густих вологих рівнинних і заболочених тропічних лісах.